# Обух, Арина Павловна
Арина Павловна Обух (род. 19 апреля 1995, Санкт-Петербург) — российская писательница и художница.

## Биография
Родилась 19 апреля 1995 года в Санкт-Петербурге. Отец — Павел Владиславович Обух, художник, доцент кафедры монументального искусства СПбГУПТД. Мать — Светлана Витальевна Мосова, писатель, журналист, редактор телеканала «Санкт-Петербург».
Училась в изостудии Государственного Эрмитажа, в художественно-эстетическом лицее № 190. В 2017 году окончила Санкт-Петербургскую художественно-промышленную академию имени А. Л. Штиглица.
В 23 года стала членом Союза писателей Санкт-Петербурга. В 24 года стала членом Союза художников России.
Как художник работает с издательствами «Эксмо» и «АСТ». Первые иллюстрации к книгам были выполнены в возрасте 8 и 11 лет: «Дождь из кошек и собак» (Светлана Мосова, изд. «Геликон Плюс», 2007) и «Умора, кукла Баранова и 6 „Б“» (Светлана Мосова, изд. «ДЕТГИЗ», 2011), которая вошла в шорт-лист премии «Новая Словесность».
Публикуется в журналах «Дружба народов», «Звезда», «Знамя», «Юность» и других.
Рассказы Арины Обух переведены на болгарский, турецкий, словацкий, французский и китайский языки.
Автор книг: «Выгуливание молодого вина» (изд. «Петрополис»), «Муха имени Штиглица» (изд. «АСТ», «Редакция Елены Шубиной»). Книги Арины Обух выходят с иллюстрациями автора.

## Творчество
Арина является лауреатом Премии журнала «Знамя», Премии Правительства Санкт-Петербурга в области художественного творчества, конкурса «Волошинский Сентябрь» и других
Книги Арины Обух получили высокие оценки читателей и профессиональных критиков
Сергей Филатов: «Арина и её книга „Муха имени Штиглица“ стала открытием года: „…В её прозе чувствуется, что она и прекрасный художник и прекрасный писатель. Меня особенно поразила работа со словом, потому что я не нашёл в её произведениях ни одного лишнего или ненужного, или какого-то искусственного, неточно подобранного слова. Для литературы это очень важно. (…) Арина очень яркий пример поколения, которое сегодня приходит в литературу и вообще в жизнь“».
Евгений Попов: «Великолепно выписанные тексты о нынешней парадоксальной жизни, дающие об этой жизни полное представление. Множество интересных, точных деталей, которые, пожалуй, способна подметить только профессиональная художница. Это сугубо городская, высоко интеллигентская проза, однако не традиционно „питерская“, где угрюмость, нервность, безумие и страдания заданы в качестве обязательного условия ещё великим Ф. М. Достоевским. Думаю, что это куда ближе к космополиту Набокову, покинувшему Питер в восемнадцатилетнем возрасте, а также очарованным его прозой „шестидесятникам“, которым явно наследует Арина Обух — оригинальная, сложившаяся писательница».
Алексей Колобродов: «…Главное — это действительно проза художника, с густым преобладанием натуры, четкой линией и цветом — вся радуга и масса самодостаточных оттенков. На протяжении сборника „Муха имени Штиглица“ можно проследить эволюцию художественного сознания — от импрессионизма к постимпрессионизму в варианте эдакого питерского Сезанна. Что умели шестидесятники — так это минимальными средствами максимально убедительно изобразить время или место — через собственное настроение, и подсадить на всё это значительную аудиторию. Вот это редкое сегодня умение есть у Арины Обух».
Константин Мильчин: «…книга Арины Обух вызывает и некоторое раздражение: начинаешь завидовать молодости, вдохновению, восторгу».
Сергей Шаргунов: «Прекрасная проза, редкостное переплетение слов и красок. Для меня это нечто знаковое, что в новом поколении появился писатель, который создаёт светлую и обнадёживающую литературу, самое главное ― это не пошлый бравурный оптимизм, а что-то идущее прямо от сердца».

## Премии
- 2015 ― Лауреат Международного конкурса «Волошинский сентябрь» в номинации «Малая проза»[12].
- 2017 ― Шорт-лист Всероссийского конкурса «Книгуру» на лучшее произведение для детей и юношества[22].
- 2017 ― Диплом Союза художников России за успехи в творчестве и содействие развитию изобразительного искусства России.
- 2018 ― Лауреат Национальной премии для молодых авторов «Русские рифмы. Русское слово» в категории «Лучший писатель»[23].
- 2018 ― Лауреат Молодёжной Премии Правительства Санкт-Петербурга в области художественного творчества в категории «За достижения в области изобразительного творчества»[24].
- 2019 ― Лауреат премии журнала «Знамя»[25].
- 2019 ― Лауреат Общероссийского конкурса «Молодые писатели России. XXI век»[26][27].
- 2019 ― Лонг-лист премии «Национальный бестселлер»[28].
- 2020 ― Лонг-лист премии «Ясная Поляна»[29].

## Книги
- Выгуливание молодого вина (СПб.: Издательство «Петрополис», 2017)
- Муха имени Штиглица (М.: Издательство «АСТ»: «Редакция Елены Шубиной», 2019)
- Bir Gün Bunu Konuşmayı Bırakacağız Ama Bugün Değil (Стамбул: Издательство «Alfa», 2022)
- Следующая остановка — „Пионерская-стрит“ (М.: Издательство «АСТ»: «Редакция Елены Шубиной», 2024)